# روز كليمنت
روز ا. كليمنت (1953-1996) (بالإنجليزية: Rose A. Clement)‏ هي عالمة نبات أمريكي.